# خوسه بائوتیستا
خوسه بائوتیستا (اسپانیایی: José Bautista‎؛ زادهٔ ۱۹ اکتبر ۱۹۸۰) بازیکن بیس‌بال اهل جمهوری دومینیکن است.
وی در مسابقات کشوری و بین‌المللی در مجموع برندهٔ ۱ مدال برنز شده‌است.